# Židovský hřbitov v Drmouli
Židovský hřbitov v Drmoulu se nachází ve svahu Panského vrchu, asi 400 m severně od osady Panský Vrch, jež leží cca 1,5 km západně od obce Drmoul v okrese Cheb v Karlovarském kraji.
Tento lesní židovský hřbitov, jehož rozloha činí asi 1511 m2, byl založen nejpozději v 17. století. První písemná zmínka o něm pochází z roku 1676.
Původní hřbitov byl obehnán zdí, která později byla nahrazena dřevěným plotem. V roce 1947 bylo na hřbitově celkem 690 náhrobků ve 30 řadách po 30 náhrobcích.
Celkem se zde dochovalo asi 360 náhrobních kamenů z období let 1673–1936. Zdejší barokní a klasicistní žulové náhrobky neboli macevy jsou velmi cenné, jejich převážná část je zdobena lidovými květinovými motivy.
Židovská komunita v Drmoulu přestala existovat v roce 1938. K obnovení hřbitova došlo po roce 1989.